# Лоран Фрессіне
Лоран Фрессіне (фр. Laurent Fressinet; нар. 30 листопада 1981, Дакс, департамент Ланди, Франція) — французький шахіст, гросмейстер з 2000 року.
Дворазовий чемпіон Франції 2010, 2014 років. Віце-чемпіон Європи 2012 року. Учасник 6-ти шахових олімпіад 2000, 2004–2014 рр.
Його рейтинг станом на листопад 2019 року — 2633 (141-й у світі, 5-й серед шахістів Франції).

## Кар'єра
У 2004 та 2006 роках Лоран Фрессіне став віце-чемпіоном Франції.
Бронзовий призер чемпіонату Франції в 2008 та 2009 рр.
У 2009 році на кубку світу ФІДЕ Лоран програв в другому колі росіянину Евгену Алексєєву з рахунком 1½-3½.

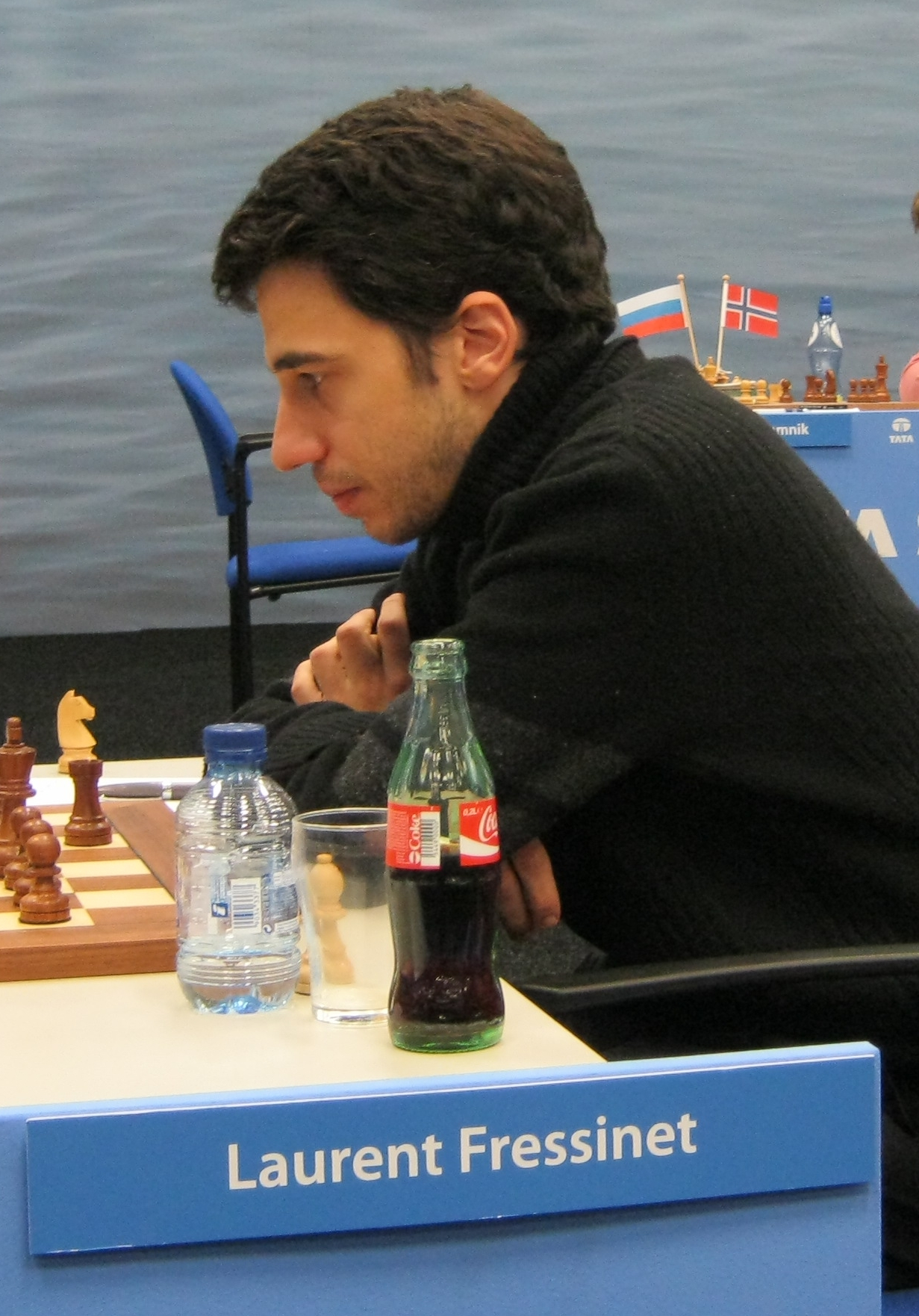
Лоран Фрессіне в 2011 році

В 2010 році Фрессіне з результатом 8 очок з 11 можливих (+5-0=6) здобув перемогу на чемпіонаті Франції.
У 2011 році Лоран втретє став віце-чемпіоном Франції відставши на ½ очка від Максима Ваш'є-Лаграва
На кубку світу ФІДЕ 2011 року, що проходив в Ханти-Мансійську Фрессіне поступився в другому колі Емілю Сутовському з рахунком ½-1½.
У березні 2012 року Лоран Фрессіне з результатом 8 очок з 11 можливих (+6-1=4) став віце-чемпіоном Європи, поступившись тільки росіянину Дмитру Яковенку, в активі якого 8½ очок.
У травні 2013 року Фрессіне з результатом 4½ очка з 9 можливих (+1-1=7) посів 5 місце на турнірі ХХ категорії Меморіал Алехіна.
У серпні 2013 року на кубку світу ФІДЕ Лоран Фрессіне поступився в другому колі росіянину Володимиру Малахову з рахунком 1-3.
У жовтні 2013 року Лоран Фрессіне з результатом 4½ очки з 11 можливих (+1-3=7) посів 11 місце серед 12 гросмейстерів на шостому етапі (Париж) серії Гран-прі ФІДЕ 2012—2013 років.
У березні 2014 року Фрессіне посівши 15 місце на чемпіонаті Європи з результатом 8 очок з 11 можливих (+6-1=4), зумів кваліфікуватися на кубок світу ФІДЕ, що пройде в 2015 році.
У червні 2014 року в Дубай Лоран Фрессіне з результатом 8½ очок з 15 можливих (+4-2=9), посів 25 місце на чемпіонаті світу з рапіду , та з результатом 11½ з 21 можливого очка (+9-7=5) посів 38 місце на чемпіонаті світу з бліцу.
у серпні 2014 року виступаючи на третій дошці в Шаховій олімпіаді, що проходила в Тромсе, Фрессіне набрав 5 очок з 9 можливих (+3-2=4), а збірна Франції посіла 12 місце серед 177 країн.
Наприкінці серпня 2014 року Лоран Фрессіне, набравши 8½ з 11 можливих очок (+6-0=5), вдруге став чемпіоном Франції, випередивши Етьєна Бакро на 1 очко.
У жовтні 2014 року з результатом 6½ очок з 9 можливих (+4-0=5) Фрессіне посів 2 місце на турнірі за швейцарською системою «PokerStars Isle of Man International Chess Tournament 2014», що проходив на острові Мен (Велика Британія).
У вересні 2015 року на кубку світу ФІДЕ вилетів у другому колі поступившись Яну Непомнящому на тай-брейку з рахунком 3½ на 4½ очки.
У жовтні 2015 року Фрессіне, перемігши у фіналі Анатолія Карпова з рахунком 3-1, став переможцем турніру зі швидких шахів, що проходив у французькому місті Кап д'Агд.
У листопаді 2015 року в складі збірної Франції посів 4 місце на командному чемпіонаті Європи, що проходив у Рейк'явіку. Набравши 4 очки з 8 можливих (+2-2=4), Лоран показав лише 10-й результат серед шахістів, які виступали на другій шахівниці.

## Особисте життя
Лоран Фрессіне з 2006 року одружений з чемпіонкою Європи 2001 року з шахів серед жінок Ельмірою Скрипченко, колишньою дружиною французького шахіста Жоеля Лотьє.

## Зміни рейтингу
| На цьому місці має відображатися графік чи діаграма, однак з технічних причин його відображення наразі вимкнено. Будь ласка, не видаляйте код, який викликає це повідомлення. Розробники вже працюють для того, щоби відновити штатне функціонування цього графіка або діаграми. | |
| | На цьому місці має відображатися графік чи діаграма, однак з технічних причин його відображення наразі вимкнено. Будь ласка, не видаляйте код, який викликає це повідомлення. Розробники вже працюють для того, щоби відновити штатне функціонування цього графіка або діаграми. |